# Droxypropine
Droxypropine là một thuốc giảm ho.